# Березова (річка)
Бере́зова — річка в Полтавській області, ліва притока Ворскли. Завдовжки 16 км, похил річки — 3,2 м/км, площа басейну — 61,5 км².